# The Complete Studio Recordings (album, Led Zeppelin)
Complete Studio Recordings je box set deseti CD anglické rockové skupiny Led Zeppelin, vydaný vydavatelstvím Atlantic Records dne 24. září 1993. Obsahuje všechna studiová alba skupiny, nyní digitálně remasterovaná, včetně dosud nevydaných písní, které byly „nakousnuty“ v albech sérií Box Set, zde obsažených na desátém disku. Alba jsou chronologicky seřazena, kromě alba Presence, které je nyní mezi alby Houses of the Holy a Physical Graffiti. Záměr byl mít pozdější album v jednom dvoudiskovém obalu.
Obal setu také obsahuje esej od rockového novináře Camerona Croweho a fotografie skupiny.

## Seznam skladeb

### Disk 1:Led Zeppelin
1. "Good Times Bad Times" (John Bonham, John Paul Jones, Jimmy Page) – 2:46
2. "Babe I'm Gonna Leave You" (Jimmy Page & Robert Plant/Anne Bredon) – 6:41
3. "You Shook Me" (Willie Dixon, J. B. Lenoir) – 6:28
4. "Dazed and Confused " (Page) – 6:26
5. "Your Time Is Gonna Come" (Jones, Page) – 4:14
6. "Black Mountain Side" (Page) – 2:05
7. "Communication Breakdown" (Bonham, Jones, Page) – 2:27
8. "I Can't Quit You Baby" (Dixon) – 4:42
9. "How Many More Times" (Bonham, Jones, Page) – 8:28

### Disk 2:Led Zeppelin II
1. "Whole Lotta Love" (Bonham, Dixon, Jones, Page, Robert Plant) – 5:34
2. "What Is and What Should Never Be" (Page, Plant) – 4:44
3. "The Lemon Song" (Bonham, Jones, Page, Plant) – 6:19
4. "Thank You" (Page, Plant) – 4:47
5. "Heartbreaker" (Bonham, Jones, Page, Plant) – 4:14
6. "Living Loving Maid (She's Just a Woman)" (Page, Plant) – 2:39
7. "Ramble On" (Page, Plant) – 4:23
8. "Moby Dick" (Bonham, Jones, Page) – 4:21
9. "Bring It on Home" (Page, Plant) – 4:20

### Disk 3:Led Zeppelin III
1. "Immigrant Song" (Page, Plant) – 2:23
2. "Friends" (Page, Plant) – 3:54
3. "Celebration Day" (Jones, Page, Plant) – 3:28
4. "Since I've Been Loving You" (Jones, Page, Plant) – 7:24
5. "Out on the Tiles" (Bonham, Page, Plant) – 4:05
6. "Gallows Pole" (Trad., ar. Page/Plant) – 4:56
7. "Tangerine " (Page) – 2:57
8. "That's the Way" (Page, Plant) – 5:37
9. "Bron-Y-Aur Stomp" (Jones, Page, Plant) – 4:16
10. "Hats Off to (Roy) Harper" (Trad., ar. Charles Obscure) – 3:42

### Disk 4:  (Led Zeppelin IV)
1. "Black Dog" (Page/Plant/Jones) – 4:56
2. "Rock and Roll" (Page/Plant/Jones/Bonham) – 3:41
3. "The Battle of Evermore" (Page/Plant) – 5:52
4. "Stairway to Heaven" (Page/Plant) – 8:03
5. "Misty Mountain Hop" (Page/Plant/Jones) – 4:39
6. "Four Sticks" (Page/Plant) – 4:45
7. "Going to California" (Page/Plant) – 3:32
8. "When the Levee Breaks" (Page/Plant/Jones/Bonham/Memphis Minnie) – 7:08

### Disk 5:Houses of the Holy
1. "The Song Remains the Same" (Page/Plant) – 5:30
2. "The Rain Song" (Page/Plant) – 7:39
3. "Over the Hills and Far Away" (Page/Plant) – 4:50
4. "The Crunge" (Bonham/Jones/Page/Plant) – 3:17
5. "Dancing Days" (Page/Plant) – 3:43
6. "D'yer Mak'er" (Page/Plant/Jones/Bonham) – 4:23
7. "No Quarter" (Page/Plant/Jones) – 7:00
8. "The Ocean" (Page/Plant/Jones/Bonham) – 4:31

### Disk 6:Presence
1. "Achilles Last Stand" (Page/Plant) – 10:25
2. "For Your Life" (Page/Plant) – 6:20
3. "Royal Orleans" (Bonham/Jones/Page/Plant) – 2:58
4. "Nobody's Fault But Mine" (Page/Plant) – 6:27
5. "Candy Store Rock" (Page/Plant) – 4:07
6. "Hots on for Nowhere" (Page/Plant) – 4:43
7. "Tea for One" (Page/Plant) – 9:27

### Disk 7:Physical Graffiti- 1 z 2
1. "Custard Pie" (Page/Plant) – 4:13
2. "The Rover" (Page/Plant) – 5:36
3. "In My Time of Dying" (Page/Plant/Jones/Bonham) – 11:04
4. "Houses of the Holy" (Page/Plant) – 4:01
5. "Trampled Under Foot" (Page/Plant/Jones) – 5:35
6. "Kashmir" (Page/Plant/Bonham) – 8:31

### Disk 8:Physical Graffiti- 2 z 2
1. "In the Light" (Page/Plant/Jones) – 8:44
2. "Bron-Yr-Aur" (Page) – 2:06
3. "Down by the Seaside" (Page/Plant) – 5:14
4. "Ten Years Gone" (Page/Plant) – 6:31
5. "Night Flight" (Jones/Page/Plant) – 3:36
6. "The Wanton Song" (Page/Plant) – 4:06
7. "Boogie with Stu" (Bonham/Jones/Page/Plant/Ian Stewart/Valens) – 3:51
8. "Black Country Woman" (Page/Plant) – 4:24
9. "Sick Again" (Page/Plant) – 4:43

### Disk 9:In Through the Out Door
1. "In the Evening" (Page/Plant/Jones) – 6:49
2. "South Bound Saurez" (Jones/Plant) – 4:12
3. "Fool in the Rain" (Page/Plant/Jones) – 6:12
4. "Hot Dog" (Page/Plant) – 3:17
5. "Carouselambra" (Jones/Page/Plant) – 10:34
6. "All My Love" (Plant/Jones) – 5:53
7. "I'm Gonna Crawl" (Page/Plant/Jones) – 5:30

### Disk 10:Codaa čtyři bonusové písně
1. "We're Gonna Groove" (Bethea/King) – 2:40
2. "Poor Tom" (Page/Plant) – 3:01
3. "I Can't Quit You Baby" (Dixon) – 4:17
4. "Walter's Walk" (Page/Plant) – 4:31
5. "Ozone Baby" (Page/Plant) – 3:35
6. "Darlene" (Bonham/Jones/Page/Plant) – 5:06
7. "Bonzo's Montreux" (Bonham) – 4:17
8. "Wearing and Tearing" (Page/Plant) – 5:31

Bonusové písně:
1. "Baby Come on Home" (Berns/Page/Plant) – 4:30
2. "Traveling Riverside Blues" (Robert Johnson/Page/Plant) – 5:11
3. "White Summer/Black Mountain Side" (Page) – 8:01
4. "Hey Hey What Can I Do" (Bonham/Jones/Page/Plant) – 3:55